# Поль Таллеман Молодший
Поль Таллеман, званий Поль Таллеман Молодший (нар. 18 червня 1642 у Парижі — пом. 30 липня 1712 там) — французький священнослужитель і письменник. Член Французької академії.

## З біографії
Таллемент походив з родини гугенотів ; брати Франсуа та Гедеон Таллеманти були його двоюрідними братами.
Таллемент став відомим як письменник завдяки своїй праці «Voyage de l'isle d'amour», яку він опублікував з великим успіхом у 1663/64 роках, натхненний «Мандрами Гуллівера» Джонатана Свіфта . Крім того, Таллемент віддавав перевагу меншим літературним формам, таким як дивертисмент, панегірик або елога .
У 1666 році Французька академія призначила Таллемента наступником покійного письменника Жана Ож'є де Гомбо (Крісло 5). У 1712 році на цьому місці його змінив письменник Антуан Данше.
У 1673 році Академія написів та художньої літератури прийняла Таллемента до своїх членів. Постійний секретар, Акаадемії Клод Гро де Бозе, прокоментував цю подію приємним словом: «…рекоменований радше за свої чесноти, ніж за таланти».
Поль Таллемант Молодший помер через шість тижнів після свого 70-річчя 30 липня 1712 року в Парижі.

## Твори
- Voyage de l'isle d'amour . Париж 1663 (онлайн)
- Le second voyage de l'isle d'amour . Париж 1664.
- Recueil de quelques pièces new et galantes, tant en prose qu'en vers . Кельн 1663.
- Panégyriques et harangues à la louange du roi . Париж 1677.
- Зауваження та рішення Французької академії . Видання Slatkine, Женева 1972 (репринт видання Париж 1698, онлайн).